# 福岡県立朝倉農業高等学校
福岡県立朝倉農業高等学校（ふくおかけんりつ あさくらのうぎょうこうとうがっこう）は、福岡県朝倉市三奈木にあった県立の農業高等学校。通称・朝農（あさのう）。
福岡県立高校の統廃合計画により2009（平成21）年度限りで閉校し、朝倉市杷木古賀にある県立朝倉光陽高校に卒業証明等の事務が引き継がれた。

## 設置学科
- 農業経営科（平成19年度募集停止）
- 食品科学科（平成19年度募集停止）
- 農業・食品科（平成19年度 - ）
- 生活情報科

## 沿革
- 1901年 - 朝倉郡立実業補習学校が開設
- 1906年 - 朝倉郡立朝倉農学校が設立
- 1923年 - 県立移管、福岡県立朝倉農学校と改称
- 1928年 - 福岡県朝倉農蚕学校と改称
- 1948年 - 福岡県立朝倉農業高等学校と改称
- 2006年 - 創立100周年記念式典を挙行
- 2008年 - 朝倉農業高校募集停止
- 2010年 - 閉校

## 姉妹校
- 宮崎県立高鍋農業高等学校